# Будинок «Кривбасруди»
Адмінбудинок рудоуправління виробничого об'єднання «Південруда» збудовано у 1959 р. Проєкт архітекторів Василя Суманєєва та Неллі Мухачової. Споруда знаходиться по вул. Симбірцева у Покровському районі.

## Історична довідка
Перший будинок адміністративного призначення, виконаний за індивідуальним проєктом на півночі басейну, збудовано в 1959 році. Автори проєкту — архітектори Василь Суманєєв та Неллі Мухачова.
Первісне використання пам'ятки — адміністративний будинок рудоуправління виробничого об'єднання «Ленінруда» на руднику ХХ партз'їзду (сучасна «Суха Балка»). У 1973 р. відбулося об'єднання трестів «Ленінруда» та «Дзержинськруда», й у приміщенні споруди почало діяти виробниче об'єднання з видобутку та розробки залізних руд «Кривбасруда», офіційна адреса: Симбірцева, 1а. У 1987 було створено державне виробниче об'єднання гірничорудних і нерудних підприємств півдня «Південруда», що об'єднувало всю гірничорудну промисловість України, будинок адміністрації знаходився за адресою Симбірцева, 2. У 1991 р. перейменовано в концерн «Укррудпром». Після реструктуризації «Кривбасруди» в 1992 р. та ліквідації об'єднання в 1998 р. за адресою Симбірцева, 1а, діє ПАТ «Криворізький залізорудний комбінат».
Відповідно до розпорядження голови Дніпропетровської державної адміністрації від 12.04.1996 р. № 158-р адмінбудинок рудоуправління виробничого об'єднання «Південруда» є пам'яткою архітектури місцевого значення міста Кривий Ріг з охоронним номером 140.